# Martin Leydel

Martin Leydel, Gemälde von ca. 1790 im Couven-Museum Aachen

Martin Leydel (* 13. Mai 1747 in Poppelsdorf; † 13. Juli 1817 in Aachen) war ein deutscher Baumeister des Klassizismus und Aachener Stadtbaurat.

## Leben
Leydel wuchs als ältester Sohn des Baumeisters Johann Georg Leydel und dessen Frau Elisabeth Anna, geb. Schröder, mit acht Geschwistern in Poppelsdorf auf. Nach seiner Ausbildung war er an mehreren Bauprojekten seines Vaters als Ausführender (Bauleiter, Stuckateur u. a.) maßgeblich beteiligt. Um 1770 zog er nach Ahrweiler, wo er eine Anstellung bei Franz Feldmüller bekam und 1773 dessen Tochter Maria Anna heiratete. 1774 wurde er dort Domschultheiß, im gleichen Jahr starb seine Frau. 1777 heiratete er ein zweites Mal, nun Maria Gertrud Hütten aus Adenau, mit der er zwölf Kinder hatte.

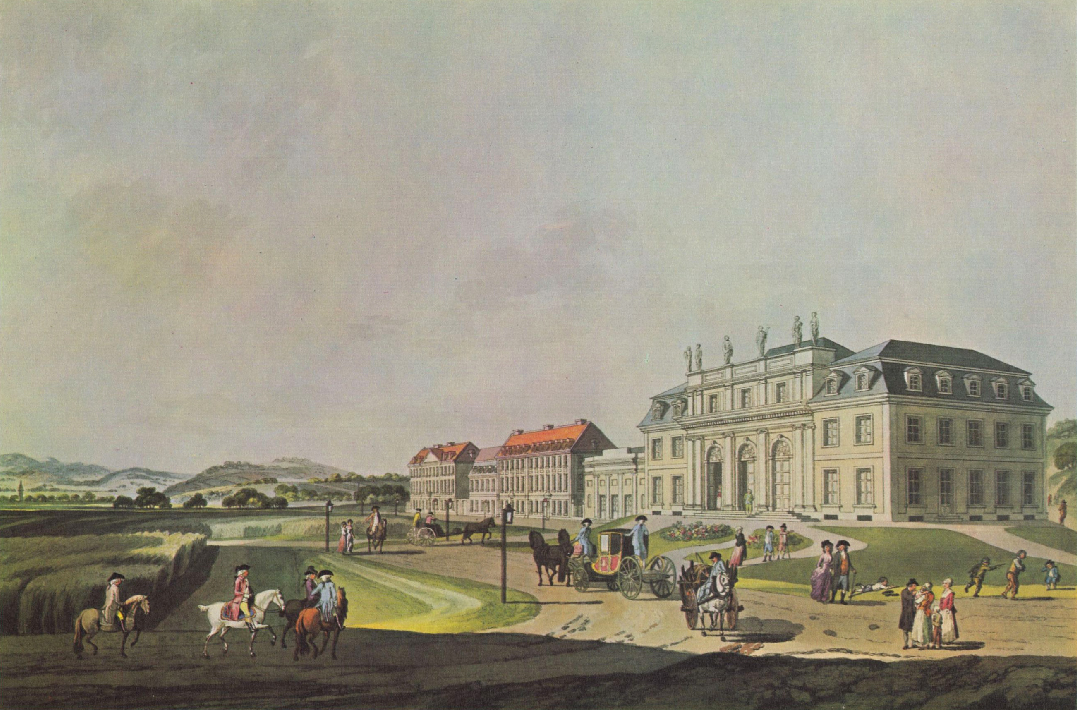
Redoute und Hoftheater Bad Godesberg, Kupferstich von Johann Andreas Ziegler 1792

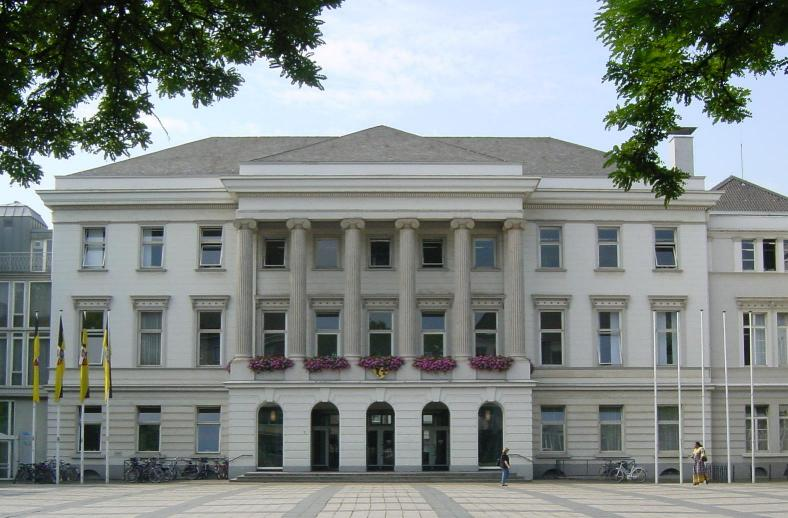
Ehem. Stadtschloss in Krefeld, heute Teil des Rathauses

1782 starb sein jüngerer Bruder Michael Leydel, der sich zuvor als Baumeister im preußischen Krefeld niedergelassen hatte und dort u. a. 1766 für den Seidenunternehmer Johann von der Leyen ein repräsentatives Wohnhaus als eines der ersten Gebäude der fünften Krefelder Stadterweiterung erbaut hatte. Martin Leydel gab seinen Standort in Ahrweiler auf, zog nach Krefeld und führte dort den Betrieb seines Bruders weiter. 1794 erbaute er dort u. a. für Conrad von der Leyen ein repräsentatives Stadtschloss im klassizistischen Stil, das heutige Krefelder Rathaus. Ein weiterer in Krefeld tätiger Bruder war der Architekt Georg Peter Leydel.
1803 wurde Leydel von der neuen französischen Regierung zum Departmentsbaumeister des Departments de la Roer ernannt und zog nach Aachen. 1815 wurde er von der nunmehr kreisfreien Stadt Aachen als Stadtbaudirektor eingestellt. Nach seinem Tod 1817 wurde diese Position von seinem ältesten Sohn Adam Franz Friedrich Leydel übernommen.

## Werke (Auswahl)
- 1790–1792: Ballhaus Redoute, Bad Godesberg[3]
- 1790–1792: Kurfürstliches Hoftheater, Bad Godesberg
- 1791–1794: Stadtschloss der Familie von der Leyen, späteres Krefelder Rathaus